# Zofia Zwolińska
Zofia Zwolińska, z d. Czwarno (ur. 9 maja 1949 w Warszawie) – polska lekkoatletka - sprinterka i płotkarka. Brązowa medalistka halowych mistrzostw Europy (1975) w biegu sztafetowym 4 x 2 okrążenia.

## Kariera sportowa
Była zawodniczką Gwardii Warszawa.
Jej największym sukcesem w karierze był brązowy medal halowych mistrzostw Europy (1975) w sztafecie 4 x 2 okrążenia (z Genowefą Nowaczyk, Krystyną Kacperczyk i Danutą Piecyk). Reprezentowała Polskę na zawodach Pucharu Europy w 1975 (w półfinale i finale - w obu startach w sztafecie 4 x 400 m, odpowiednio miejsca pierwsze i siódme) oraz 1977 (tylko w półfinale, w sztafecie 4 x 100 m - 1 m.).
Na mistrzostwach Polski seniorek na otwartym stadionie zdobyła 7. medali, w tym cztery srebrne i trzy brązowe: w biegu na 400 m - srebrny (1975) i brązowy (1976); w biegu na 400 m ppł - srebrny w 1974 i 1975 oraz brązowy w 1977; w sztafecie 4 x 400 m - srebrny w 1979 i brązowy w 1970. Na halowych mistrzostwach Polski seniorek wywalczyła sześć medali, w tym trzy srebrne i trzy brązowe: w biegu na 400 m -  srebro w 1975 1976 oraz brąz w 1973 i 1974; w biegu na 800 m - srebro w 1978 i brąz w 1980.
Rekordy życiowe: 200 m - 24.40 (22.05.1976), 400 m - 53.20 (3.08.1975), 400 m ppł - 58.49 (23.08.1975). W tej ostatniej konkurencji posiadała także dziewiąty wynik na świecie w 1973 (60,2 - 11.08.1973).